# Bacchisa parvula
Bacchisa parvula är en skalbaggsart som först beskrevs av Schwarzer 1926.  Bacchisa parvula ingår i släktet Bacchisa och familjen långhorningar. Inga underarter finns listade.